# Bayombong
Bayombong è una municipalità di terza classe delle Filippine, capoluogo della Provincia di Nueva Vizcaya, nella regione della Valle di Cagayan.
Bayombong è formata da 25 baranggay:
- Bansing
- Bonfal East
- Bonfal Proper
- Bonfal West
- Buenavista (Vista Hills)
- Busilac
- Cabuaan
- Casat
- Don Domingo Maddela Pob. (District I)
- Don Mariano Marcos
- Don Tomas Maddela Pob. (District II)
- District III Pob. (Don M. Perez)
- District IV (Pob.)

- Ipil-Cuneg
- La Torre North
- La Torre South
- Luyang
- Magapuy
- Magsaysay
- Masoc
- Paitan
- Salvacion
- San Nicolas North (Luyang)
- Santa Rosa
- Vista Alegre (B. Baringin)